# Zawichost (gmina)
Zawichost – gmina miejsko-wiejska w województwie świętokrzyskim, w powiecie sandomierskim. W latach 1975–1998 gmina położona była w województwie tarnobrzeskim.
Siedziba gminy to Zawichost.
Według danych z 31 grudnia 2010 gminę zamieszkiwały 4634 osoby.

## Struktura powierzchni
Według danych z roku 2002 gmina Zawichost ma obszar 80,19 km², w tym:
- użytki rolne: 77%
- użytki leśne: 13%

Gmina stanowi 11,86% powierzchni powiatu.

## Demografia
Tab. 1.

Liczba ludności (dane z 31 grudnia 2010):
|        | Ogółem | Ogółem | Kobiety | Kobiety | Mężczyźni | Mężczyźni |
| osób   | %      | osób   | %       | osób    | %         |           |
| ------ | ------ | ------ | ------- | ------- | --------- | --------- |
| Ogółem | 4634   | 100    | 2344    | 50,58   | 2290      | 49,42     |
| Miasto | 1813   | 39,12  | 904     | 19,51   | 909       | 19,62     |
| Wieś   | 2821   | 60,88  | 1440    | 31,07   | 1381      | 29,80     |

▶Wieś vs ▶miasto
Ogółem (▶k, ▶m)
Miasto (▶k, ▶m)
Wieś (▶k, ▶m)

## Miejscowości

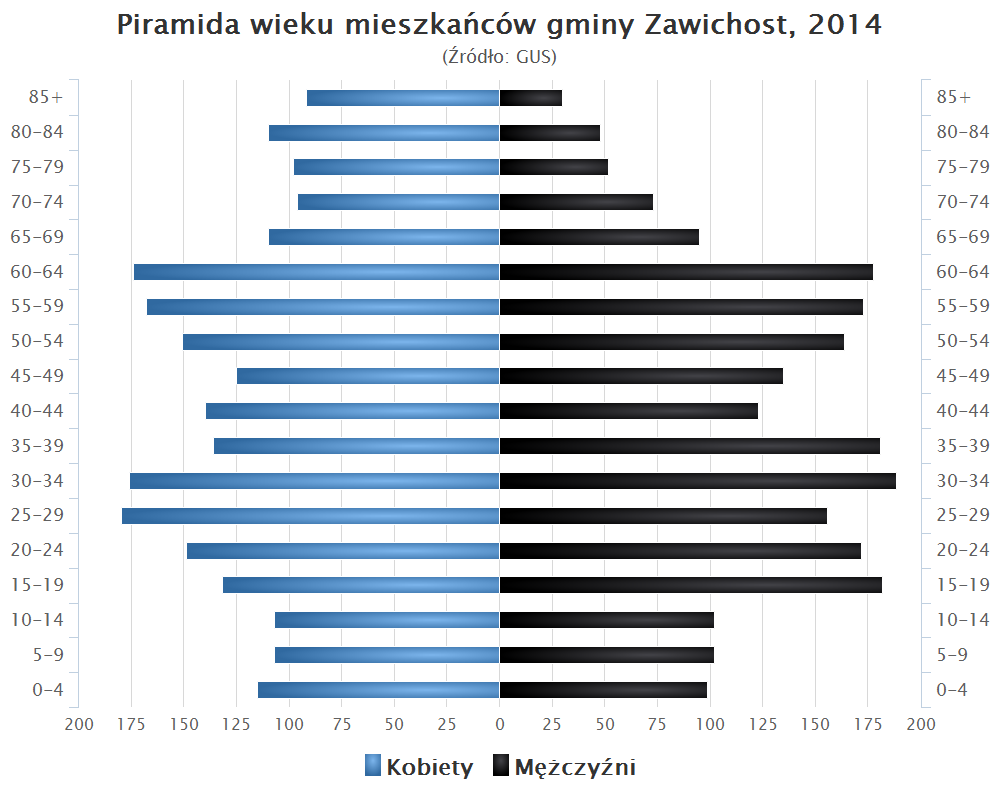
Piramida wieku mieszkańców gminy Zawichost w 2014 roku

| Tab. 2. Miejscowości podstawowe oraz ich integralne części w administracji gminy Zawichost-obszar wiejski, z wyrażeniem ich położenia geograficznego.                                     | Tab. 2. Miejscowości podstawowe oraz ich integralne części w administracji gminy Zawichost-obszar wiejski, z wyrażeniem ich położenia geograficznego. | Tab. 2. Miejscowości podstawowe oraz ich integralne części w administracji gminy Zawichost-obszar wiejski, z wyrażeniem ich położenia geograficznego. | Tab. 2. Miejscowości podstawowe oraz ich integralne części w administracji gminy Zawichost-obszar wiejski, z wyrażeniem ich położenia geograficznego. | Tab. 2. Miejscowości podstawowe oraz ich integralne części w administracji gminy Zawichost-obszar wiejski, z wyrażeniem ich położenia geograficznego. |
| Identyfikator SIMC | Nazwa miejscowości | Rodzaj miejscowości | Miejscowość podstawowa | Położenie geograficzne |
| --- | --- | --- | --- | --- |
| 0811649 | Borki | część wsi | Linów-Kolonia | 50°52′23″N 21°46′39″E/50,873056 21,777500 |
| 0811537 | Chrapanów | wieś | | 50°50′13″N 21°43′49″E/50,836944 21,730278 |
| 0811543 | Czyżów Plebański | wieś | | 50°49′36″N 21°48′06″E/50,826667 21,801667 |
| 0811550 | Czyżów Szlachecki | wieś | | 50°49′43″N 21°46′34″E/50,828611 21,776111 |
| 0811566 | Dąbie | wieś | | 50°48′57″N 21°47′32″E/50,815833 21,792222 |
| 0811572 | Dziurów | wieś | | 50°48′35″N 21°47′43″E/50,809722 21,795278 |
| 0811738 | Głęboka Droga | część wsi | Piotrowice | 50°49′52″N 21°50′13″E/50,831111 21,836944 |
| 0811589 | Józefków | wieś | | 50°48′45″N 21°43′43″E/50,812500 21,728611 |
| 0811595 | Kolecin | wieś | | 50°50′59″N 21°45′49″E/50,849722 21,763611 |
| 0811603 | Linów | wieś | | 50°51′43″N 21°48′26″E/50,861944 21,807222 |
| 0811610 | Linów-Dolina | część wsi | Linów | 50°51′21″N 21°49′38″E/50,855833 21,827222 |
| 0811626 | Linów-Góry | część wsi | Linów | 50°51′03″N 21°49′22″E/50,850833 21,822778 |
| 1019065 | Linówka | część wsi | Linów | 50°51′30″N 21°48′42″E/50,858333 21,811667 |
| 0811632 | Linów-Kolonia | wieś | | 50°51′49″N 21°47′48″E/50,863611 21,796667 |
| 0811744 | Na Zawichowskiem | część wsi | Piotrowice | 50°49′45″N 21°50′14″E/50,829167 21,837222 |
| 0811655 | Okręglica | część wsi | Linów-Kolonia | 50°51′48″N 21°47′27″E/50,863333 21,790833 |
| 0811661 | Pasy | część wsi | Linów-Kolonia | 50°51′15″N 21°47′07″E/50,854167 21,785278 |
| 0811690 | Pawłów | wieś | | 50°48′33″N 21°45′37″E/50,809167 21,760278 |
| 0811709 | Pawłów | kolonia wsi | Pawłów | 50°48′52″N 21°45′13″E/50,814444 21,753611 |
| 0811721 | Piotrowice | wieś | | 50°50′14″N 21°50′14″E/50,837222 21,837222 |
| 0811750 | Podszyn | wieś | | 50°50′14″N 21°45′06″E/50,837222 21,751667 |
| 1019071 | Przy Dworze | część wsi | Linów | 50°52′07″N 21°48′01″E/50,868611 21,800278 |
| 0811780 | Słomianka | kolonia wsi | Wyspa | 50°47′04″N 21°43′24″E/50,784444 21,723333 |
| 0811715 | Szymanówka | osada wsi | Pawłów | 50°49′30″N 21°44′16″E/50,825000 21,737778 |
| 0811767 | Wygoda | wieś | | 50°48′05″N 21°45′42″E/50,801389 21,761667 |
| 0811684 | Wylesienie | część wsi | Linów-Kolonia | 50°52′05″N 21°46′23″E/50,868056 21,773056 |
| 0811773 | Wyspa | wieś | | 50°47′51″N 21°44′10″E/50,797500 21,736111 |
| Źródła: Wykaz urzędowych nazw miejscowości i ich części (xls),Dz.U. z 2013 r. poz. 200 oraz Dz.U. z 2015 r. poz. 1636, Zbiory danych państwowego rejestru nazw geograficznych -2025-06-15 | | | | |

## Budżet
Rysunek 1.1 Dochody ogółem w GiM Zawichost w latach 1995-2010 (w zł)
| WYSZCZEGÓLNIENIE               | J. m. | ROK         | ROK         | ROK         | ROK         | ROK         | ROK         | ROK         | ROK         | ROK         | ROK         | ROK         | ROK           | ROK          | ROK           | ROK           | ROK           |
| WYSZCZEGÓLNIENIE               | J. m. | 1995        | 1996        | 1997        | 1998        | 1999        | 2000        | 2001        | 2002        | 2003        | 2004        | 2005        | 2006          | 2007         | 2008          | 2009          | 2010          |
| ------------------------------ | ----- | ----------- | ----------- | ----------- | ----------- | ----------- | ----------- | ----------- | ----------- | ----------- | ----------- | ----------- | ------------- | ------------ | ------------- | ------------- | ------------- |
| Dochody ogółem                 | zł    | 1 958 500,- | 3 348 828,- | 4 534 581,- | 5 126 748,- | 5 377 507,- | 6 074 271,- | 5 720 944,- | 6 220 694,- | 6 425 007,- | 7 075 933,- | 8 366 844,- | 9 847 008,79  | 9 989 873,03 | 10 880 591,39 | 11 101 017,68 | 13 713 368,50 |
| ZNAK                           | ±     | -           | +           | -           | +           | -           | -           | +           | -           | -           | -           | +           | +             | +            | -             | +             | +             |
| Nadwyżka/deficyt budżetowa(-y) | zł    | 78 911,-    | 240 049,-   | 14 554,-    | 131 187,-   | 42 689,-    | 278 352,-   | 213 820,-   | 31 099,-    | 107 781,-   | 196 368,-   | 470 599,-   | 415 909,95    | 9 703,85     | 92 504,35     | 719 720,93    | 2 834 022,52  |
| ZNAK                           | Σ     | =           | =           | =           | =           | =           | =           | =           | =           | =           | =           | =           | =             | =            | =             | =             | =             |
| Wydatki ogółem                 | zł    | 1 879 589,- | 3 588 877,- | 4 520 027,- | 5 257 935,- | 5 334 818,- | 5 795 919,- | 5 934 764,- | 6 189 595,- | 6 317 226,- | 6 879 565,- | 8 837 443,- | 10 262 918,74 | 9 999 576,88 | 10 788 087,04 | 11 820 738,61 | 16 547 391,02 |

 Rysunek 1.2 Wydatki ogółem w GiM Zawichost w latach 1995-2010 (w zł)

Według danych z roku 2010 średni dochód na mieszkańca wynosił 2 959,29 zł (tj. — stan na 31 XII; przy 2 956,74 zł w zestawieniu na 30 VI); jednocześnie średnie wydatki na mieszkańca kształtowały się na poziomie 3 570,87 zł (tj. — stan na 31 XII; przy 3 567,79 zł w zestawieniu na 30 VI).

## Sołectwa
Chrapanów, Czyżów Plebański, Czyżów Szlachecki, Dziurów, Dąbie, Józefków, Kolecin, Linów, Linów-Kolonia, Pawłów, Piotrowice, Podszyn, Wygoda, Wyspa

## Sąsiednie gminy
Annopol, Dwikozy, Ożarów, Radomyśl nad Sanem